# كليان (سراب)
كليان هي قرية في مقاطعة سراب، إيران. عدد سكان هذه القرية هو 401 في سنة 2006.